# Moricsala
Moricsala är en ö i Lettland.   Den ligger i Ventspils kommun, i den västra delen av landet, 120 km väster om huvudstaden Riga.